# Fitz-John Porter

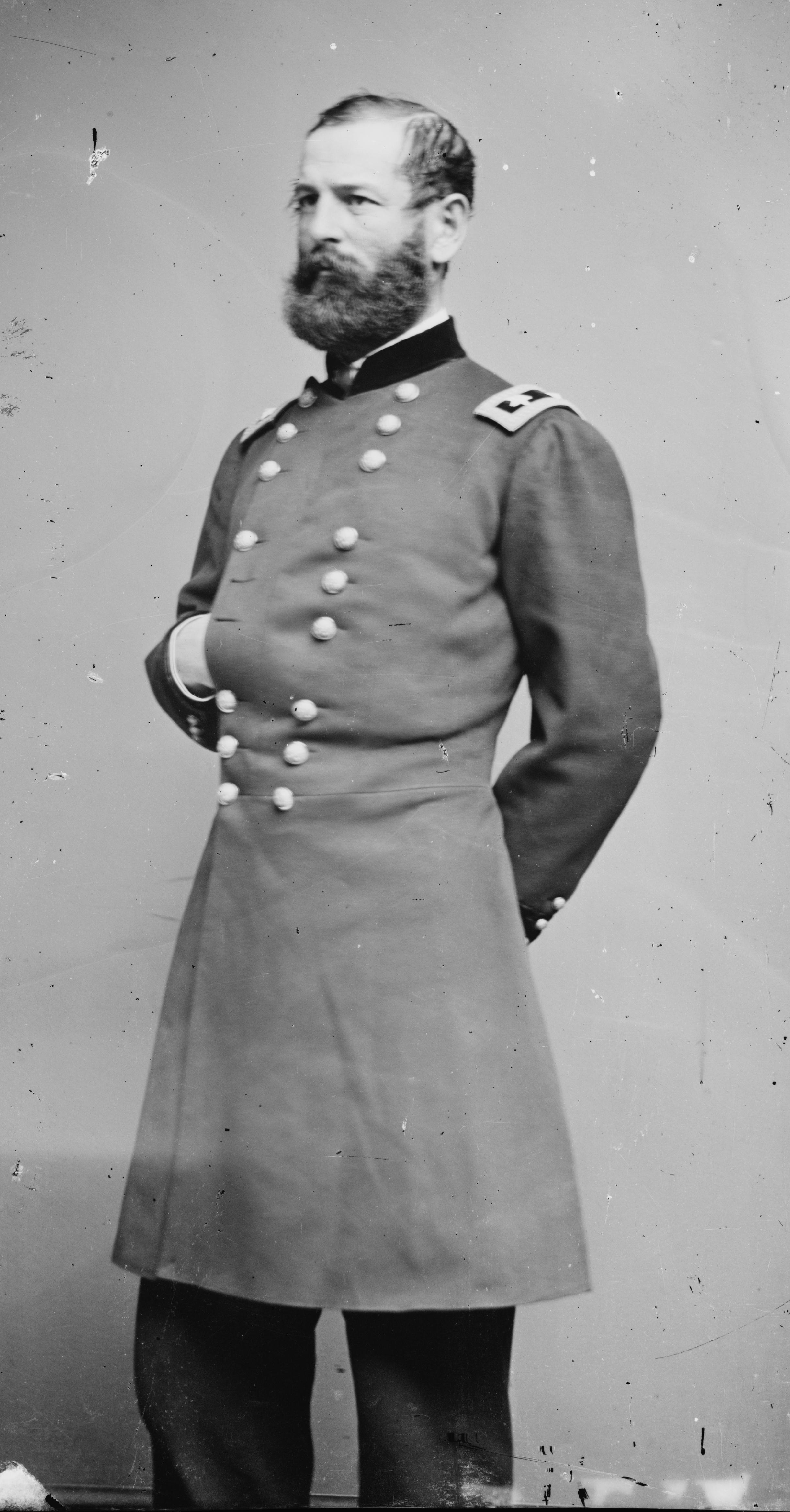
Generalmajor Fitz-John Porter

Fitz-John Porter (* 31. August 1822 in Portsmouth, New Hampshire; † 21. Mai 1901 in Morristown, New Jersey) war General des US-Heeres. Besondere Bekanntheit erlangte er durch seine umstrittene Beteiligung an der Zweiten Schlacht am Bull Run und dem sich anschließenden Kriegsgerichtsverfahren. Die darauf folgenden Jahrzehnte arbeitete Porter unermüdlich an seiner Rehabilitierung, die ihm schließlich gelang.

## Frühes Leben
Der in Portsmouth, New Hampshire geborene Porter war der Abkömmling einer Familie, deren männliche Mitglieder häufig in den Dienst der US-Marine traten. Seine Vettern William David Porter, David Dixon Porter und David Glasgow Farragut waren sämtlich hohe Offiziere in deren Diensten. Dennoch entschloss sich Porter, in das Heer einzutreten. 1845 schloss er seine Offiziersausbildung an der Militärakademie in West Point, New York als achtbester von insgesamt 41 Kadetten seines Jahrgangs ab. Danach wurde er zum Brevet-Leutnant ernannt und zum 4. US-Artillerie-Regiment versetzt.
Am 18. Juni 1846 wurde Porter zum Leutnant befördert und am 29. Mai 1847 folgte die Beförderung zum Oberleutnant. Er diente im Mexikanisch-Amerikanischen Krieg. In der Schlacht von Molino del Rey zeichnete sich Porter durch besondere Tapferkeit aus und wurde am 8. September 1847 zum Brevet-Hauptmann ernannt. Am 13. September 1847 wurde Porter in der Schlacht von Chapultepec verwundet. Für seine Dienste in dieser Schlacht wurde er zum Brevet-Major ernannt.
Nach Kriegsende lehrte Porter an der Militärakademie von 1849 bis 1853 als Kavallerie- und Artillerieausbilder. Bis 1855 war er Adjutant des Leiters der Militärakademie. Es folgte 1856 ein Aufenthalt in Fort Leavenworth, Kansas als stellvertretender Generaladjutant im Wehrbereich West. Im Utah-Krieg gegen die Mormonen diente Porter von 1857 bis 1858 unter dem späteren konföderierten General Albert Sidney Johnston. Bis Ende 1860 inspizierte und verbesserte er die Hafenbefestigungen in Charleston, South Carolina. Anschließend war er an der Evakuierung der der US-Regierung treu gebliebenen Angehörigen der Streitkräfte aus dem abgefallenen Texas beteiligt.

## Im Sezessionskrieg
Nach dem Beginn des Sezessionskriegs wurde Porter zunächst Stabschef und stellvertretender Generaladjutant des Wehrbereichs Pennsylvania. Bereits am 14. Mai 1861 wurde er zum Oberst befördert und Kommandeur des 15. Infanterieregiments. Am 7. August 1861 folgte die Beförderung zum Brigadegeneral, wirksam vom 17. Mai, und am 28. August 1861 übernahm er das Kommando über eine Division in der neu formierten Potomac-Armee unter Generalmajor George B. McClellan. Schnell wurde Porter ein wichtiger Berater und loyaler Freund McClellans. Diese enge Verbindung mit dem bald umstrittenen Oberbefehlshaber der Potomac-Armee sollte sich schließlich verheerend auf die weitere Karriere Porters auswirken.
Mit der Division nahm Porter am Halbinsel-Feldzug teil und wurde bei der Belagerung von Yorktown erstmals in Kampfhandlungen mit den Konföderierten verwickelt. Als McClellan zwei provisorische Korps aufstellte, übertrug er Porter das Kommando über das V. Korps. Im Verlauf der Sieben-Tage-Schlacht und insbesondere in der Schlacht bei Gaines Mill bewies Porter ein besonderes Talent für defensive Aktionen. In der Schlacht am Malvern Hill spielte er eine hervorragende Rolle. Für seine erfolgreichen Aktionen im Rahmen des Halbinsel-Feldzuges wurde Porter am 4. Juli 1862 zum Generalmajor der Freiwilligen befördert.

### Die Zweite Schlacht am Bull Run
Im Sommer 1862 wurde Porter mit dem V. Korps zur Verstärkung der Virginia-Armee unter Generalmajor John Pope für den Nord-Virginia-Feldzug abkommandiert.  Porter verwehrte und beschwerte sich offen gegen diesen Befehl und kritisierte Pope persönlich. Während der Zweiten Schlacht am Bull Run befahl Pope am 29. August 1862 einen Angriff von Porters Korps in die Flanke und in den Rücken des von Generalmajor Thomas Jonathan Jackson befehligten Flügels der konföderierten Nord-Virginia-Armee. Porters Korps kam zum Stehen, als es auf die konföderierte Kavallerie unter Generalmajor J.E.B. Stuart stieß, die die konföderierte Hauptmacht abschirmte. Popes Befehl sah vor, dass Porters Korps den rechten Flügel der Konföderierten angreifen; zugleich aber in Tuchfühlung mit der benachbarten Division unter Generalmajor John F. Reynolds bleiben sollte. Daraus resultierte ein für Porter nicht lösbarer Konflikt, da beide Teile des Befehls nicht gleichzeitig ausgeführt werden konnten. Pope war bei Erlass des Befehls augenscheinlich nicht bekannt, dass zwischenzeitlich auch der von Generalmajor James Longstreet befehligte rechte Flügel der Konföderierten das Schlachtfeld erreicht hatte und dass ein Versuch, Jacksons Kräften in die Flanke und in den Rücken zu fallen, unweigerlich zu einem Zusammenstoß mit den überlegenen Truppen Longstreets und damit in die sichere Niederlage geführt hätte. Porter hatte zwischenzeitlich durch seine Aufklärer vom Eintreffen Longstreets erfahren und wusste, dass dessen Truppen unmittelbar vor seinem Korps lagen. Daher entschied Porter, den Angriffsbefehl Popes nicht auszuführen.
Am 30. August ordnete Pope erneut einen Angriff an und Porter kam dem Befehl diesmal widerwillig nach. Als sich Porters 5.000 Mann starkes Korps auf die Rechte Flanke Jacksons zubewegte und diese attackierte, entblößte es die eigene Flanke, in die Longstreets 30.000 Konföderierte hineinstießen. Unter dem Angriff Longstreets brach Porters Korps zusammen und die Konföderierten stießen weiter in Popes Flanke vor. Damit kam es genau zu der Situation, deren Eintritt Porter durch die Verweigerung des Angriffsbefehls vom Vortage hatte vermeiden wollen. Der aufgrund seiner Niederlage außer sich geratene Pope beschuldigte Porter in der Folge der Gehorsamsverweigerung und enthob ihn am 5. September 1862 seines Kommandos.
Pope wurde indes bald selbst seines Kommandos enthoben und zur Bekämpfung der Indianer nach Minnesota abkommandiert. Die Virginia-Armee wurde der Potomac-Armee unterstellt und der Oberbefehlshaber McClellan setzte Porter wieder als Kommandierenden General ein. Mit dem V. Korps nahm Porter am Maryland-Feldzug teil. In der Schlacht am Antietam blieb das Korps in Reserve. Um dem Angriff General Burnsides am Nachmittag weitere Durchschlagskraft zu geben, überlegte McClellan, Teile des V. Korps in das Gefecht einzuführen.  Als er den entsprechenden Befehl gerade geben wollte, soll Porter die folgende berühmt gewordene Bemerkung gemacht haben, die McClellan überzeugte, seine Reserve wegen der möglichen konföderierten Reserven nicht einzusetzen:

Remember, General! I command the last reserve of the last army of the Republic.

„Denken Sie daran General, ich kommandiere die letzte Reserve der letzten Armee der Republik.“

Kurz nach der Schlacht am Antietam wurde McClellan von Präsident Abraham Lincoln wegen zu defensiver Kriegsführung seines Postens als Oberbefehlshaber der Potomac-Armee enthoben und am 9. November 1862 durch Ambrose Everett Burnside ersetzt. Damit begann Porters Stern endgültig zu sinken.

### Vor dem Kriegsgericht
Am 25. November 1862 wurde Porter verhaftet und musste sich wegen seines Verhaltens während der zweiten Schlacht am Bull Run vor einem Kriegsgericht verantworten. Der von seinem Kommando entbundene McClellan konnte Porter nicht mehr helfen. Im Gegenteil waren es gerade die enge Verbindung mit dem in Ungnade gefallenen McClellan und die offene Kritik, die Porter an Pope geübt hatte, die maßgeblich dazu führten, dass Porter nun der Prozess gemacht wurde. Die Offiziere, die über Porter zu Gericht saßen, wurden vom Kriegsminister Edwin M. Stanton, der McClellan persönlich verabscheute, ausgewählt.
Am 10. Januar 1863 wurde Porter vom Kriegsgericht der Gehorsamsverweigerung und des Fehlverhaltens für schuldig befunden. Am 21. Januar 1863 wurde er daraufhin unehrenhaft aus dem Heer entlassen.

## Nach dem Sezessionskrieg
Nach Kriegsende lehnte Porter ein Angebot ab, im ägyptischen Heer zu dienen und verbrachte den Großteil seines verbleibenden Lebens damit, gegen das Urteil des Kriegsgerichts zu kämpfen. 1878 wurde Porter von einer außerordentlichen Kommission unter dem Vorsitz General John M. Schofields  rehabilitiert, die feststellte, dass Porters Verweigerung des Angriffsbefehls Popes die Virginia-Armee vor einer noch viel schlimmeren Niederlage bewahrt hatte. Acht Jahre später hob Präsident Chester A. Arthur Porters Bestrafung auf und aufgrund eines speziellen Gesetzes des Senats wurde er rückwirkend zum 14. Mai 1864 als Oberst der Infanterie wieder in die Armee aufgenommen, ohne allerdings einen rückwirkenden Vergütungsanspruch zugesprochen zu bekommen. Zwei Tage später, am 7. August 1886, schied Porter auf eigenen Wunsch aus dem Heer aus.
Porter war danach im Bergbaugeschäft, im Baugeschäft und im Handelsgewerbe tätig. In New York City bekleidete er Ämter als Beauftragter für öffentliche Arbeiten, für die Stadtpolizei und für die Feuerwehr.
Am 21. Mai 1901 verstarb Porter in Morristown, New Jersey und wurde auf dem Green-Wood Friedhof in Brooklyn, New York City begraben.
Im Jahre 1904 wurde in seinem Geburtsort Portsmouth, New Hampshire eine von James E. Kelly angefertigte Statue Porters aufgestellt.